# Irénée Ier de Jérusalem
Le Patriarche Irénée Ier (en grec moderne : Πατριάρχης Ειρηναίος Αʹ), né Emmanuel Skopeliti (Εμμανουήλ Σκοπελίτης / Emmanouíl Skopelítis) le 17 avril 1939 à Samos dans le royaume de Grèce et mort le 10 janvier 2023 à Athènes, est un religieux orthodoxe grec, patriarche orthodoxe de Jérusalem du 13 août 2001 au 6 mai 2005. 
Il est déposé après un scandale immobilier : il s'est attiré l'hostilité de ses fidèles palestiniens pour avoir autorisé la vente d'un groupe d'immeubles du patriarcat situés à l'entrée de la vieille ville de Jérusalem, annexée en 1967 par Israël, à des investisseurs israéliens. Deux tiers des membres du Saint-Synode ont signé un document l'informant de sa destitution en mai 2005.
Le gouvernement israélien n'a reconnu sa déposition et l'élection de son successeur Théophile III qu'en 2007.